# Гуаратингета
Гуаратингета (порт. Guaratinguetá) — муниципалитет в Бразилии, входит в штат Сан-Паулу. Составная часть мезорегиона Вали-ду-Параиба-Паулиста. Входит в экономико-статистический микрорегион Гуаратингета. Население составляет 125 012 человека на 2007 год. Занимает площадь 751,443 км². Плотность населения — 150,4 чел./км².
Праздник города — 13 июня.

## История
Город основан 13 июня 1630 года.

## Статистика
- Валовой внутренний продукт на 2007 составляет 2.106.142.648,00 реалов (данные: Бразильский институт географии и статистики).
- Валовой внутренний продукт на душу населения на 2007 составляет 16.847,52 реалов (данные: Бразильский институт географии и статистики).
- Индекс развития человеческого потенциала на 2000 составляет 0,818 (данные: Программа развития ООН).

## География
Климат местности: горный тропический.

## Известные жители и уроженцы
- Антониу Галван-ди-Франса (1739—1822) — первый бразильский католический святой.

## Галерея

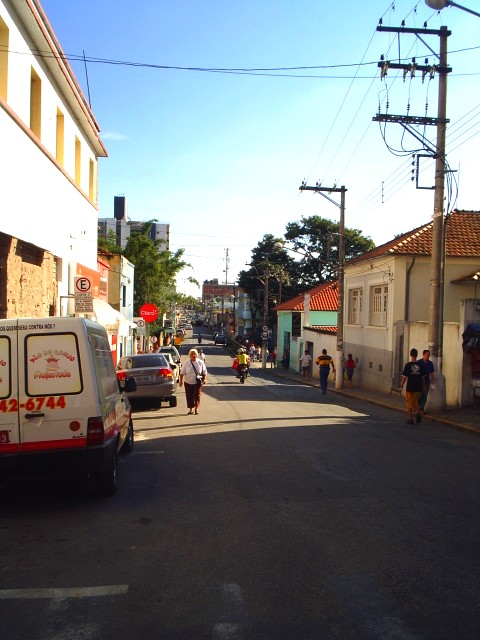
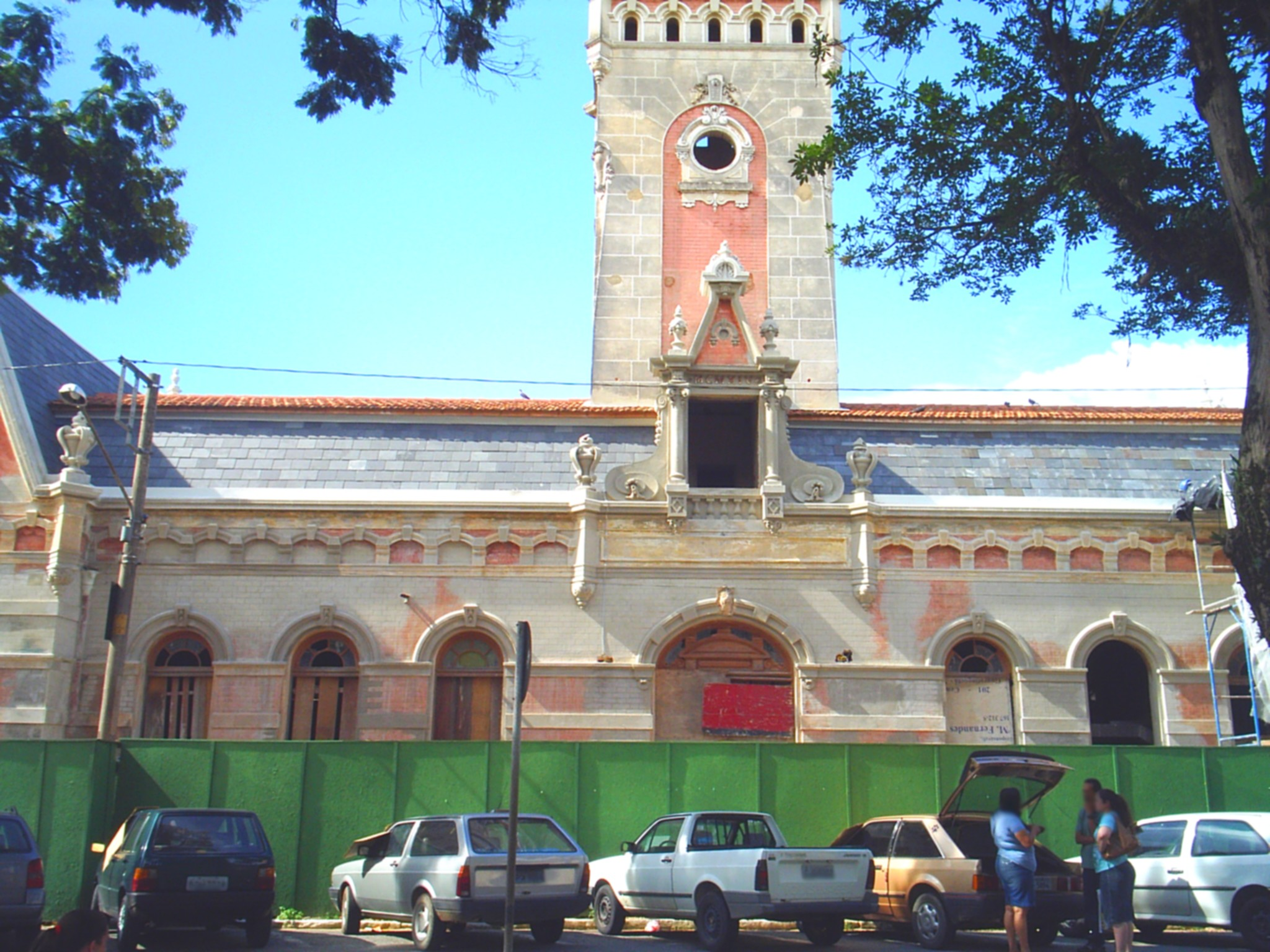
Вокзал
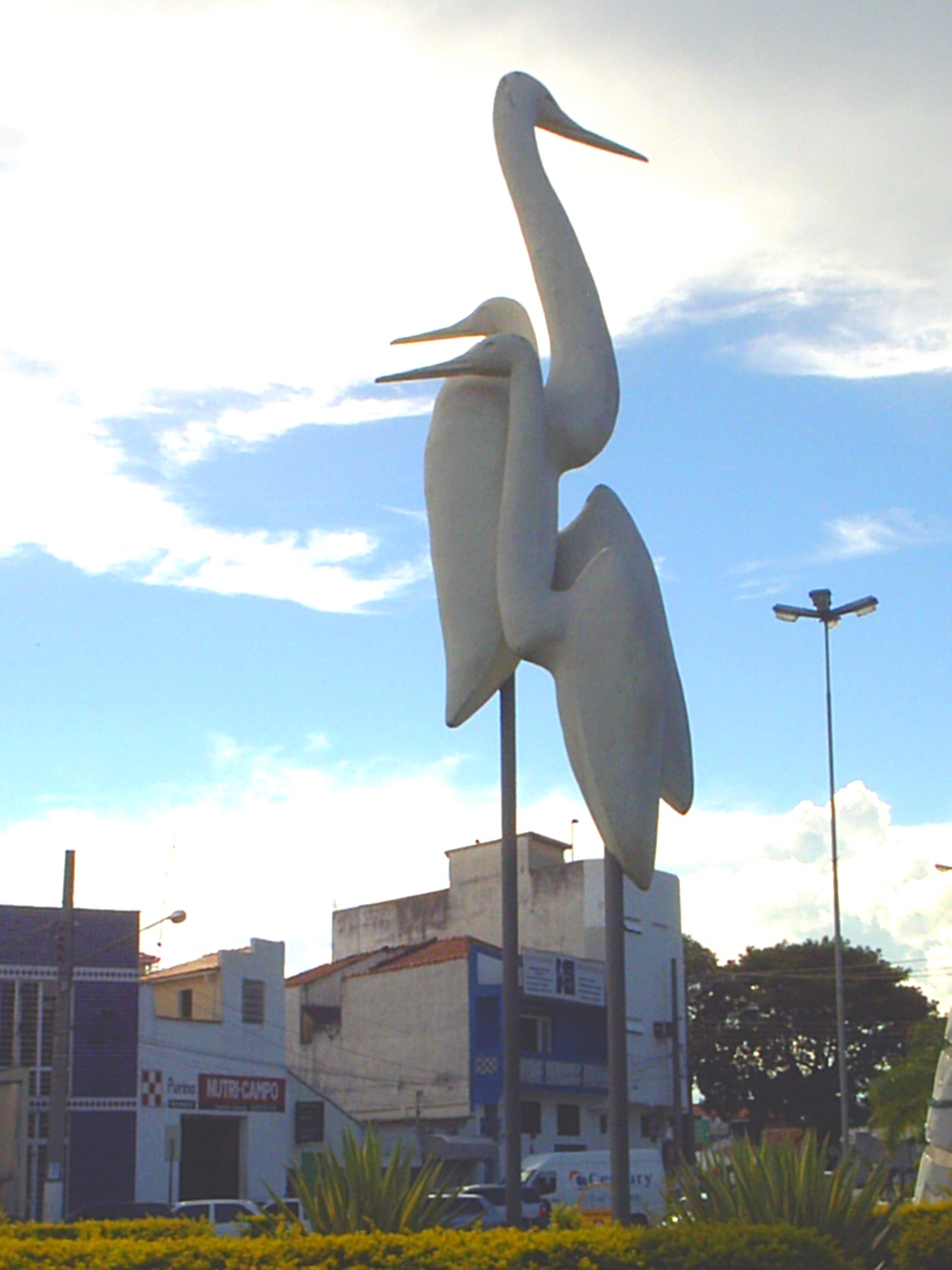
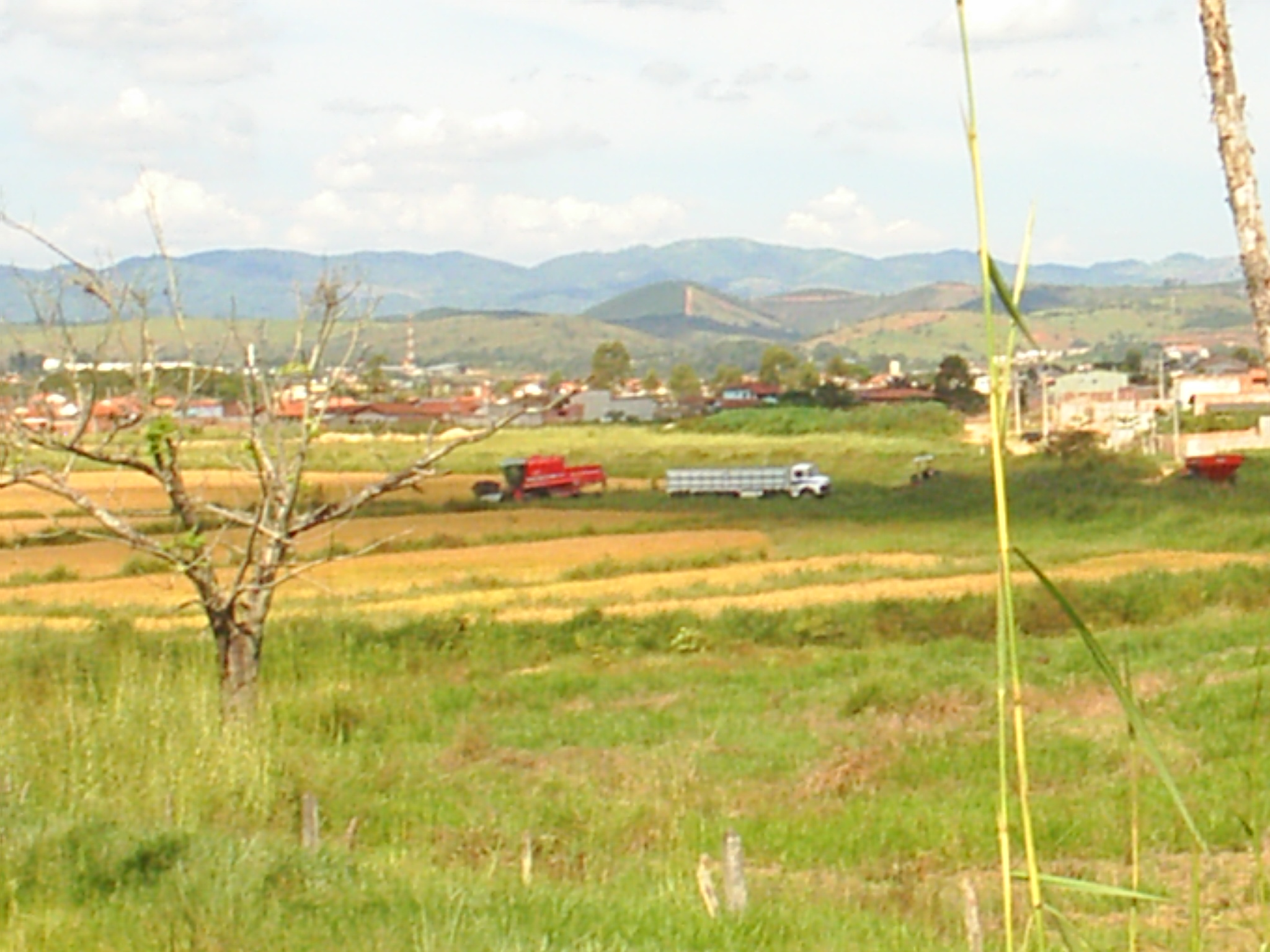
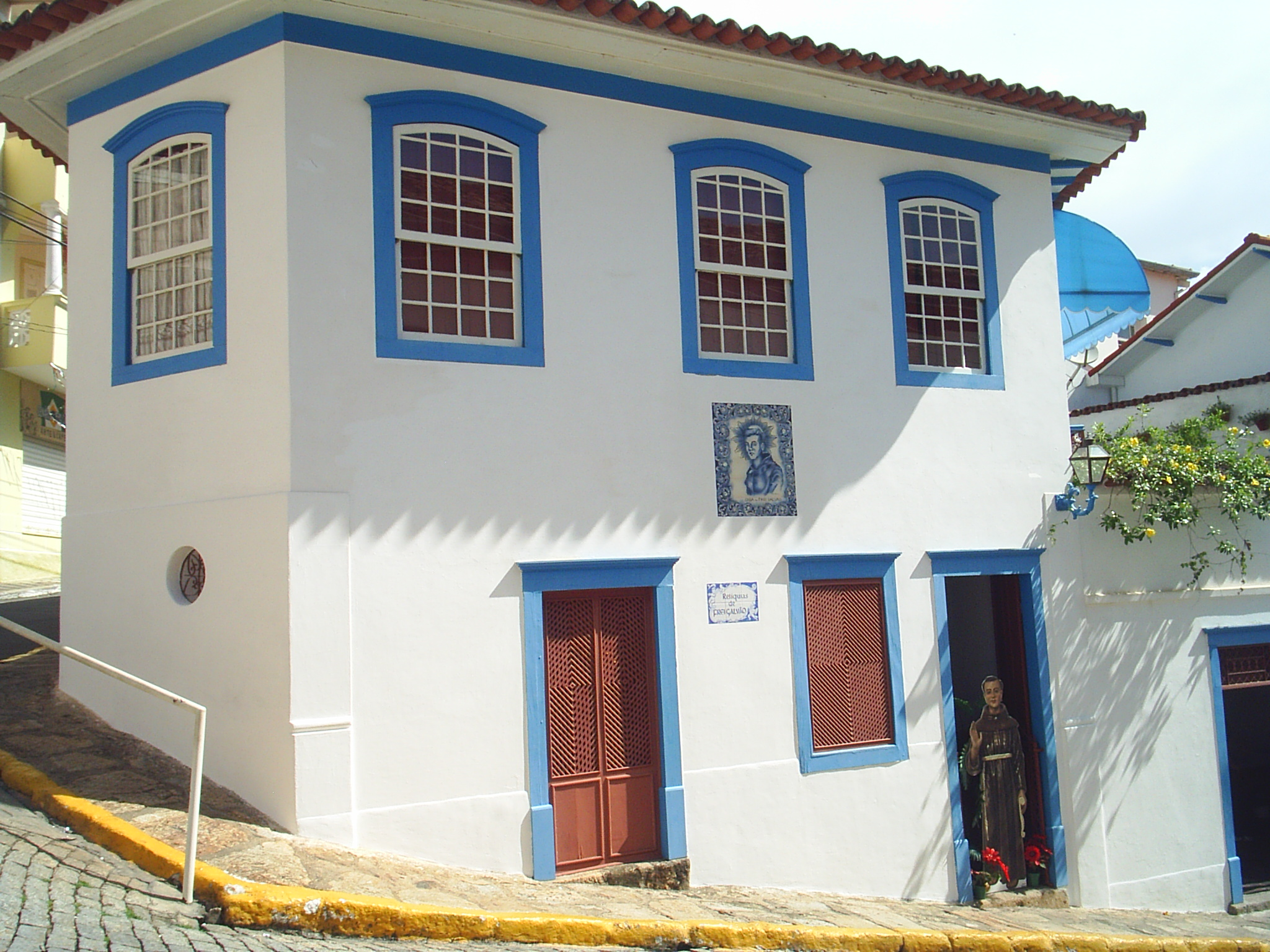
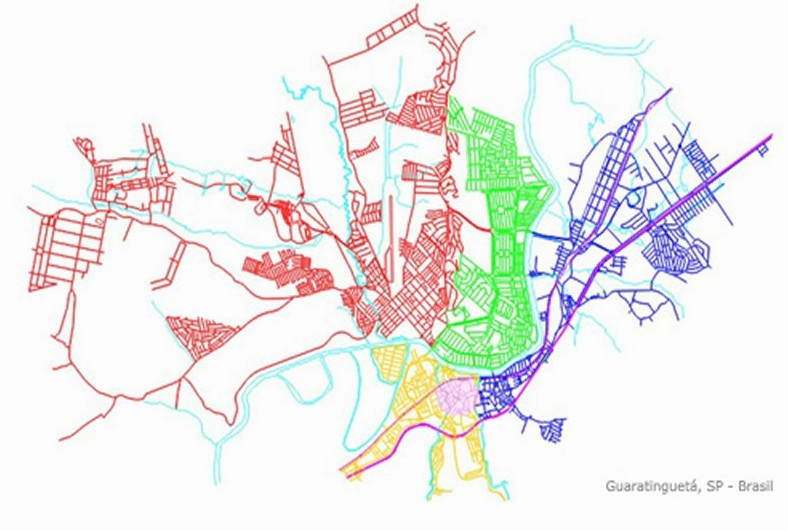
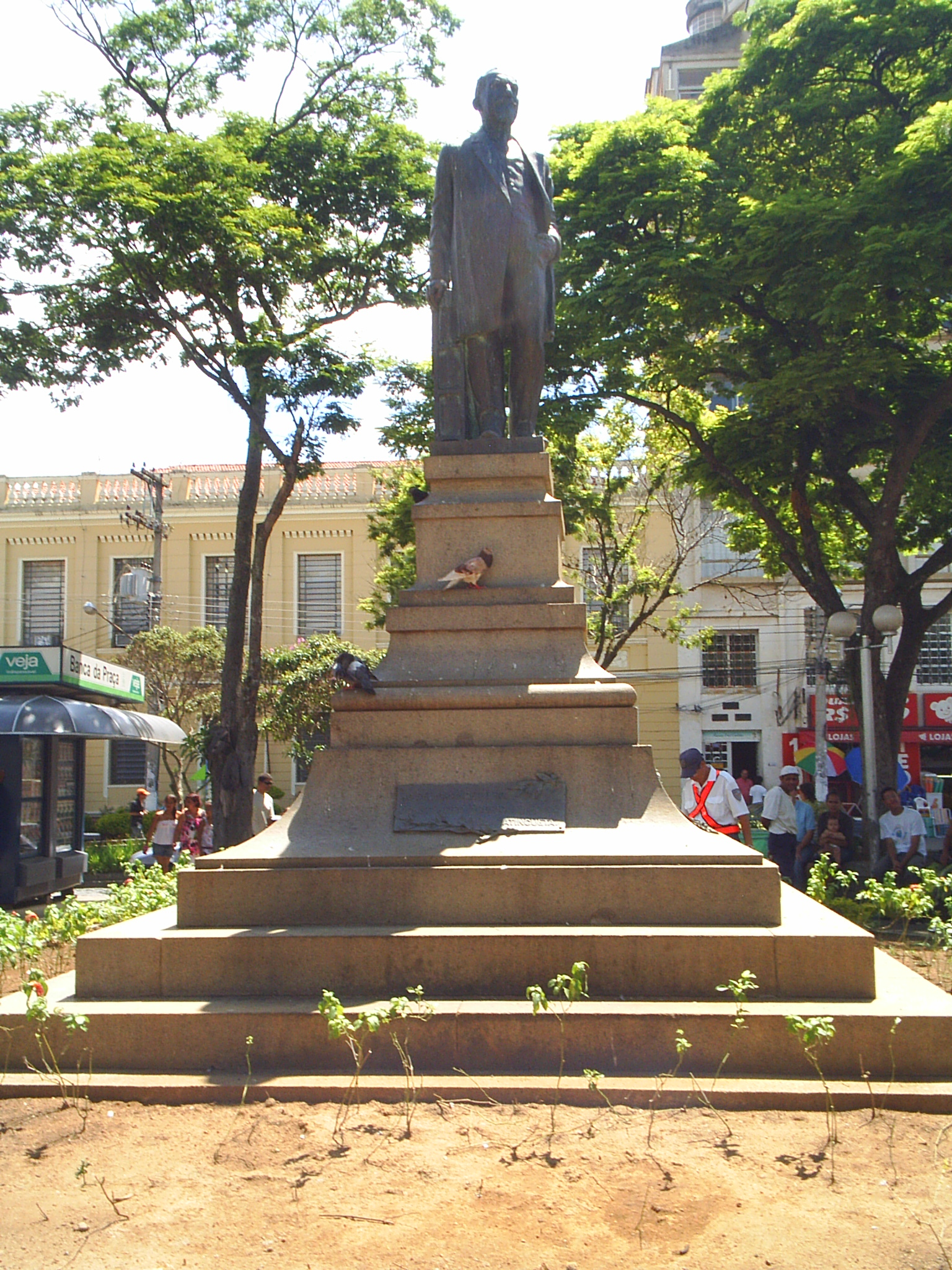
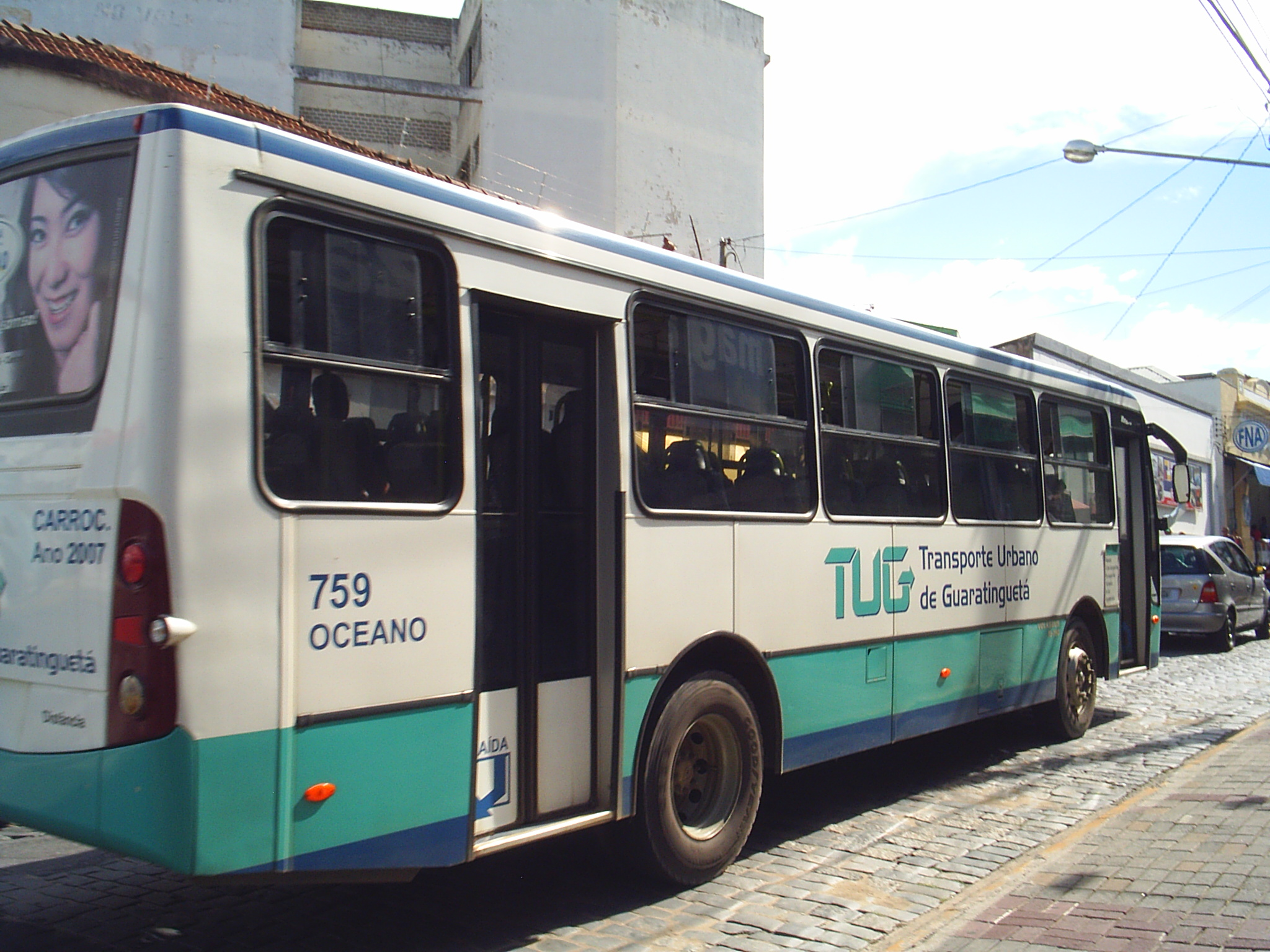
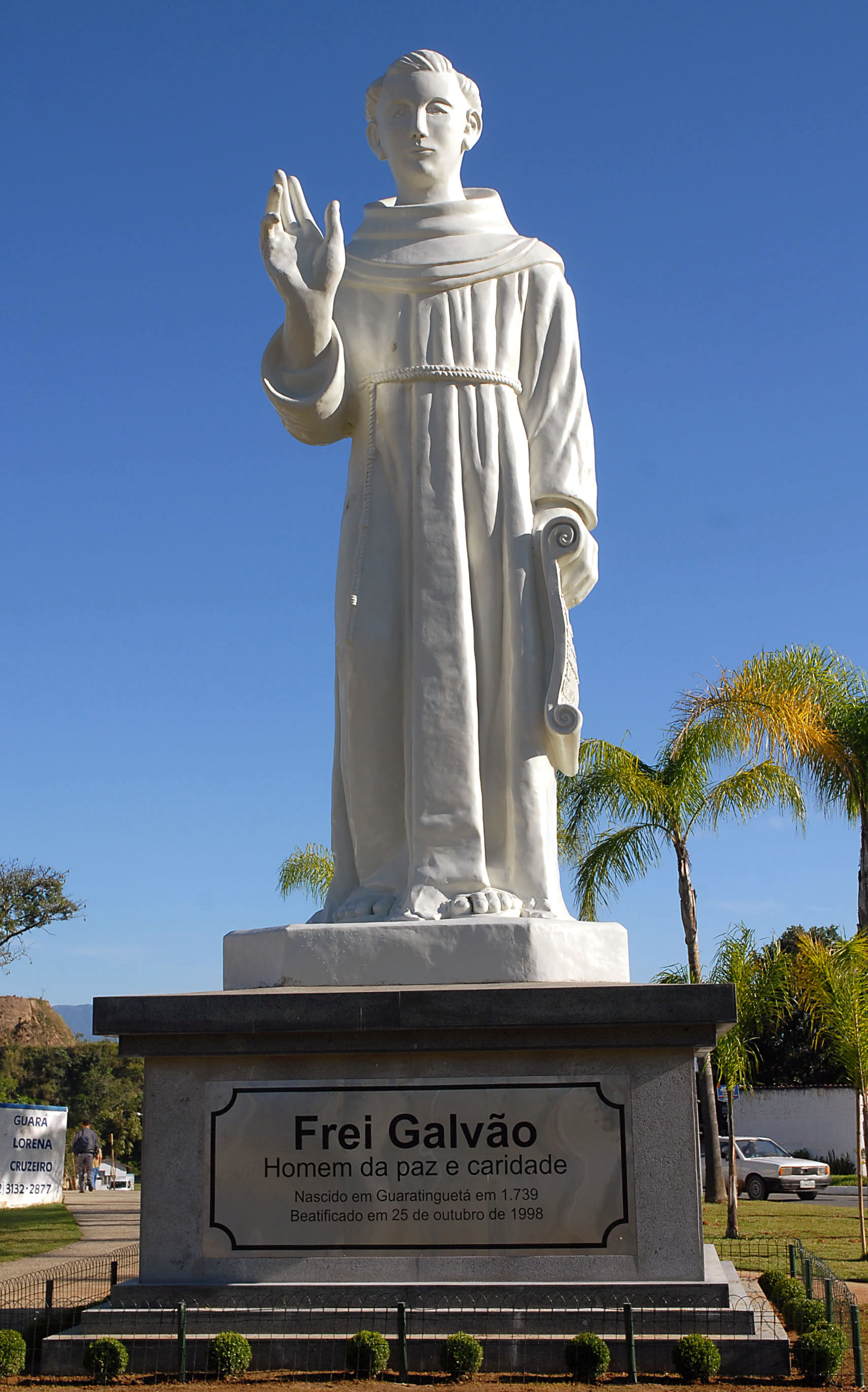
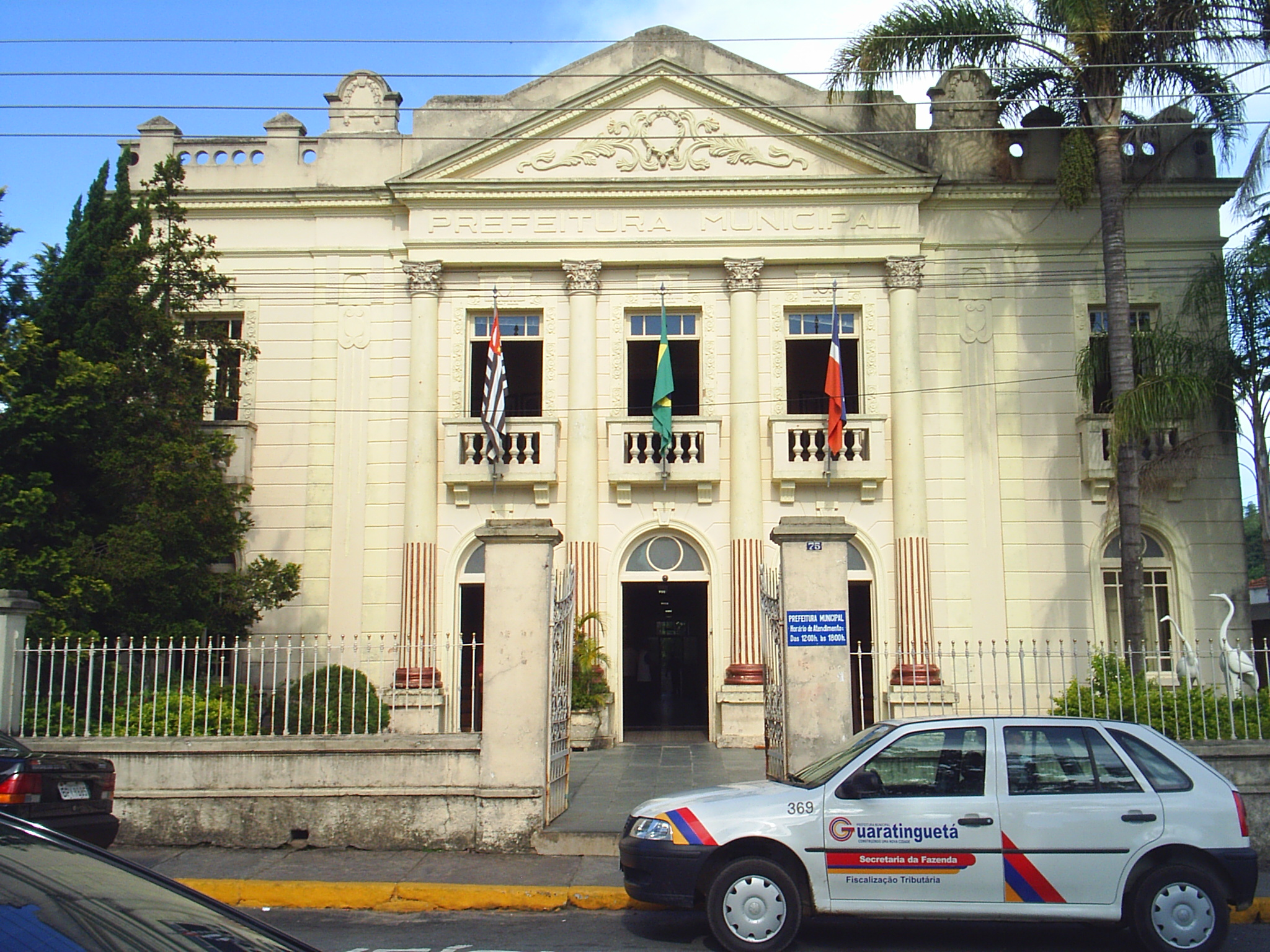
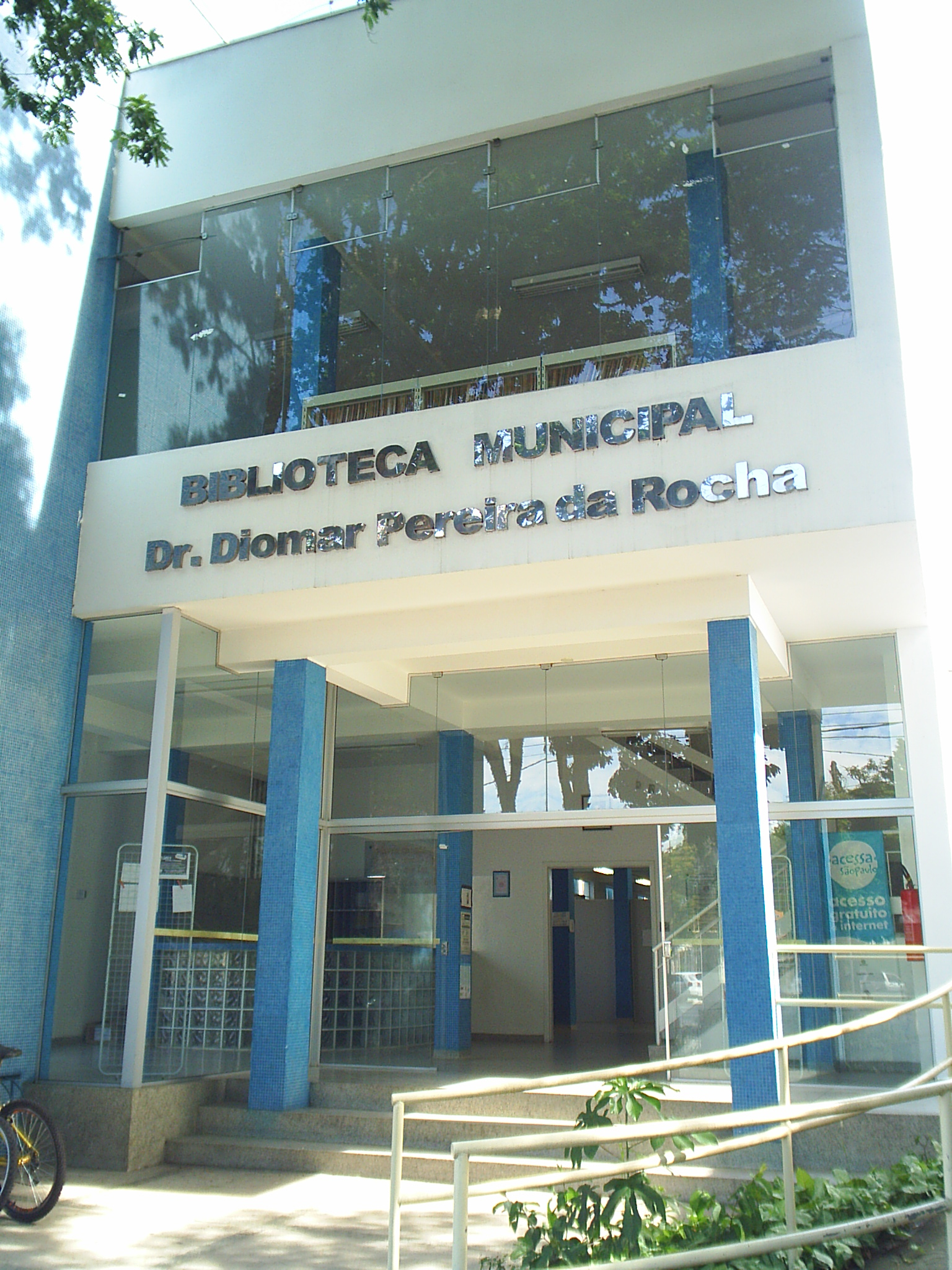
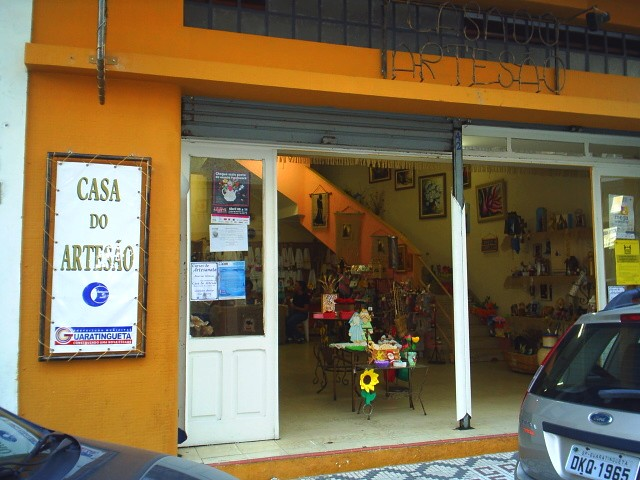
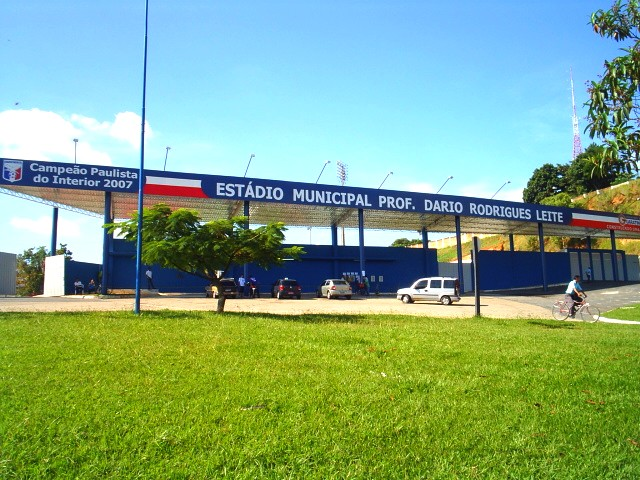
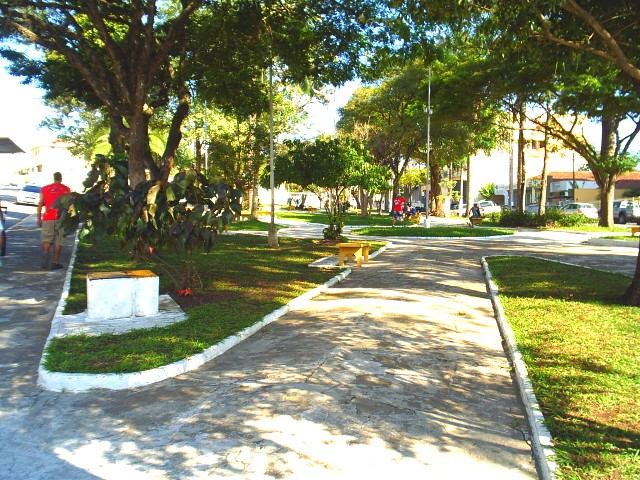
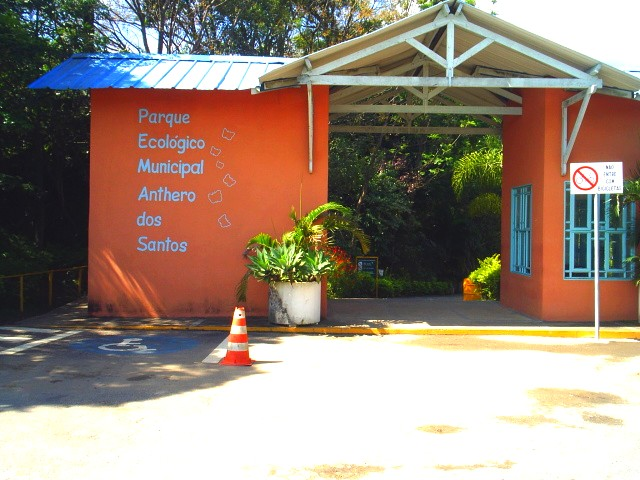
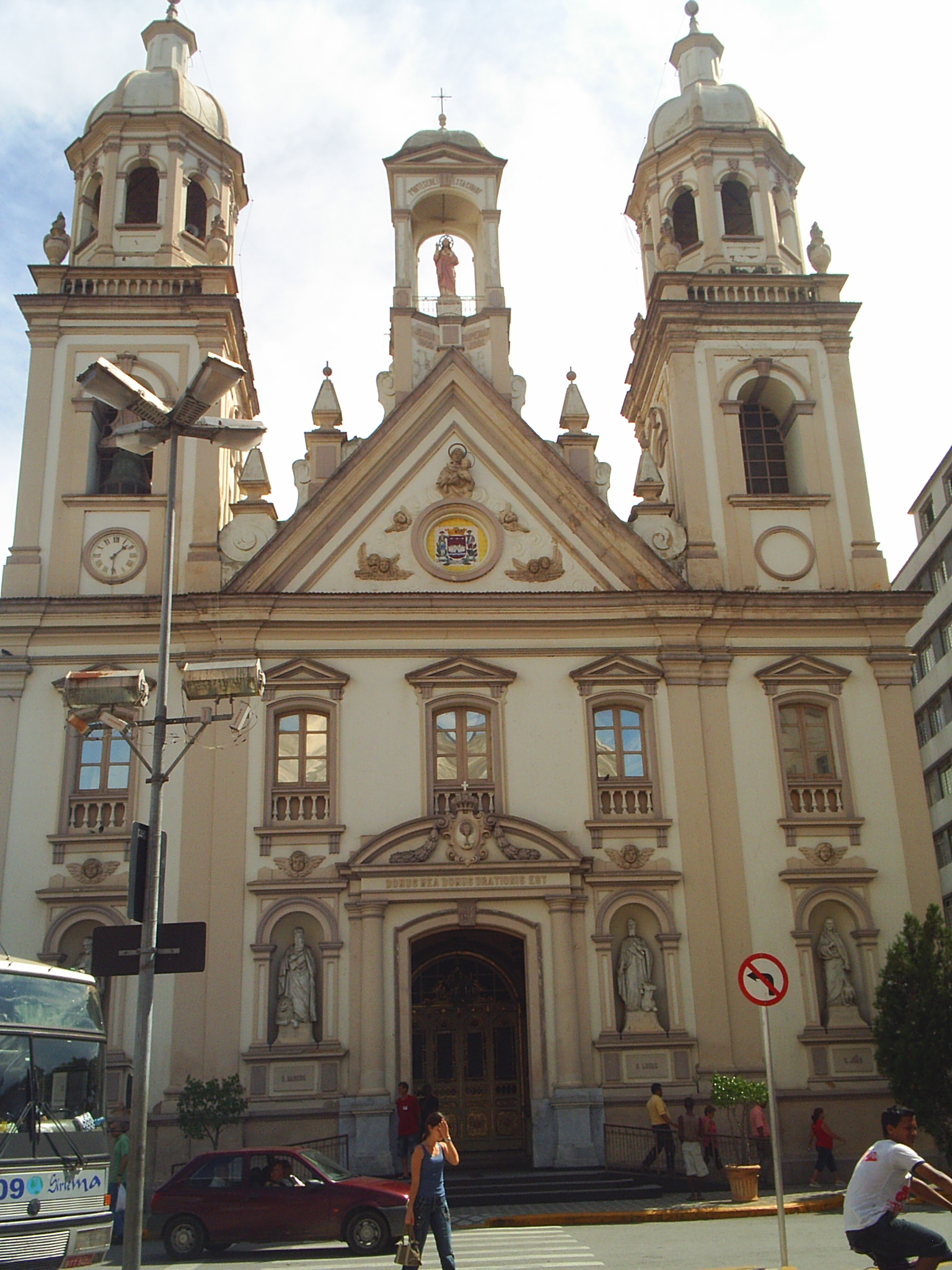
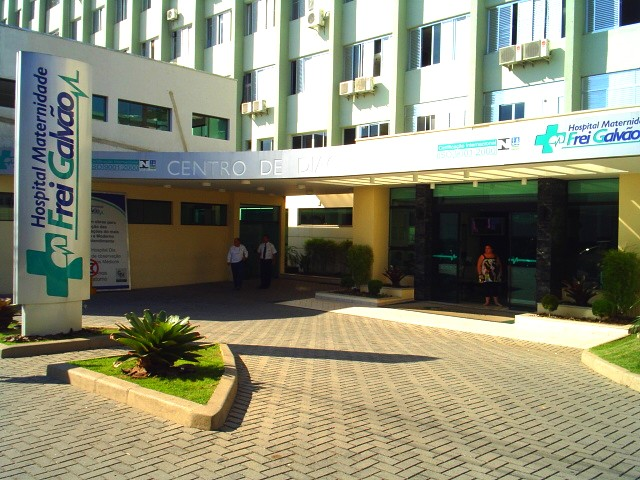
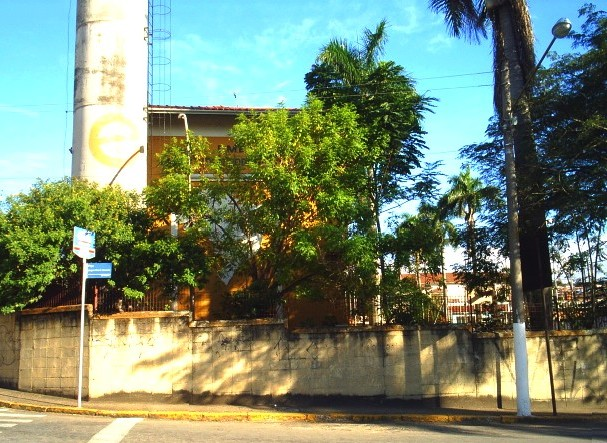
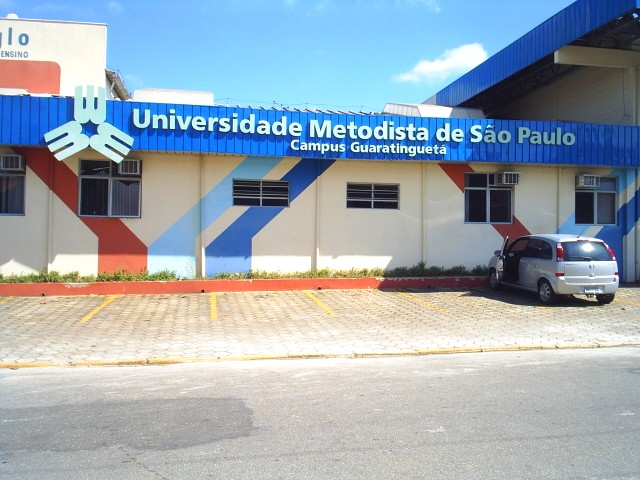
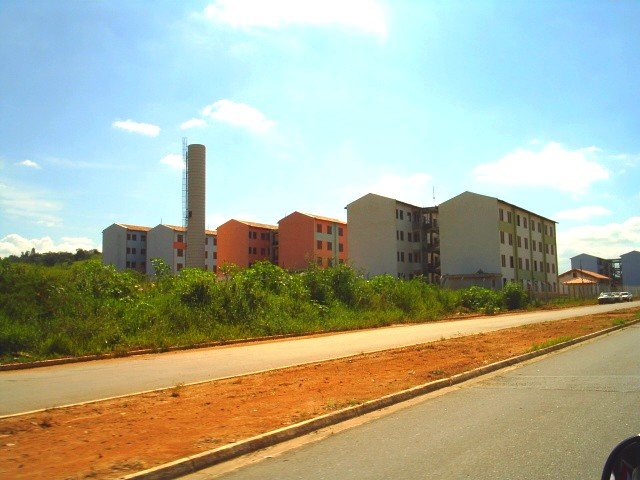
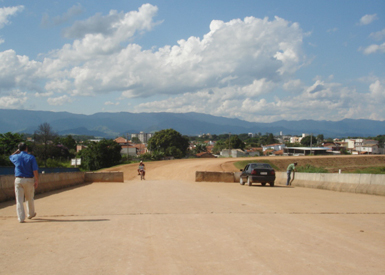
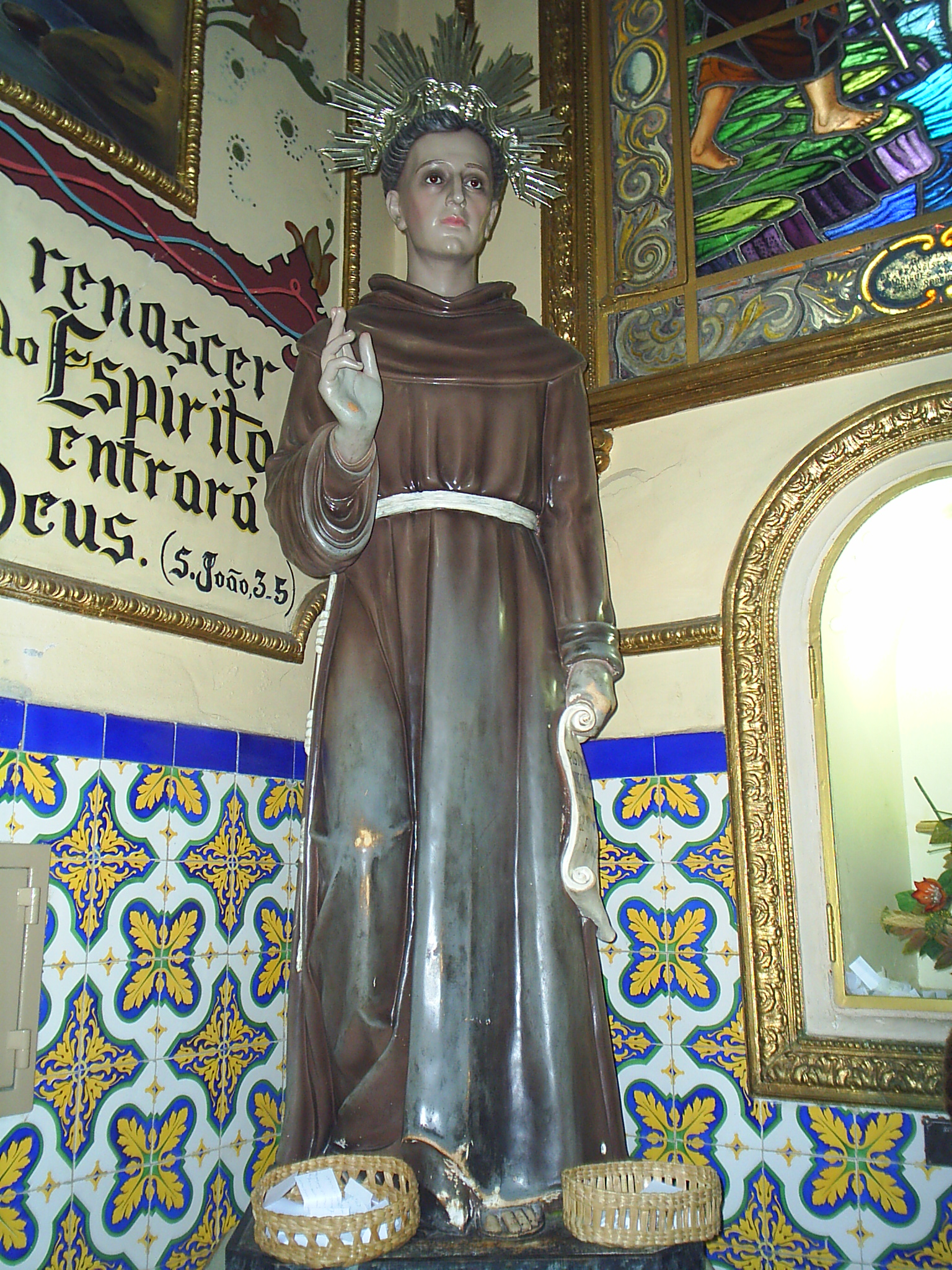
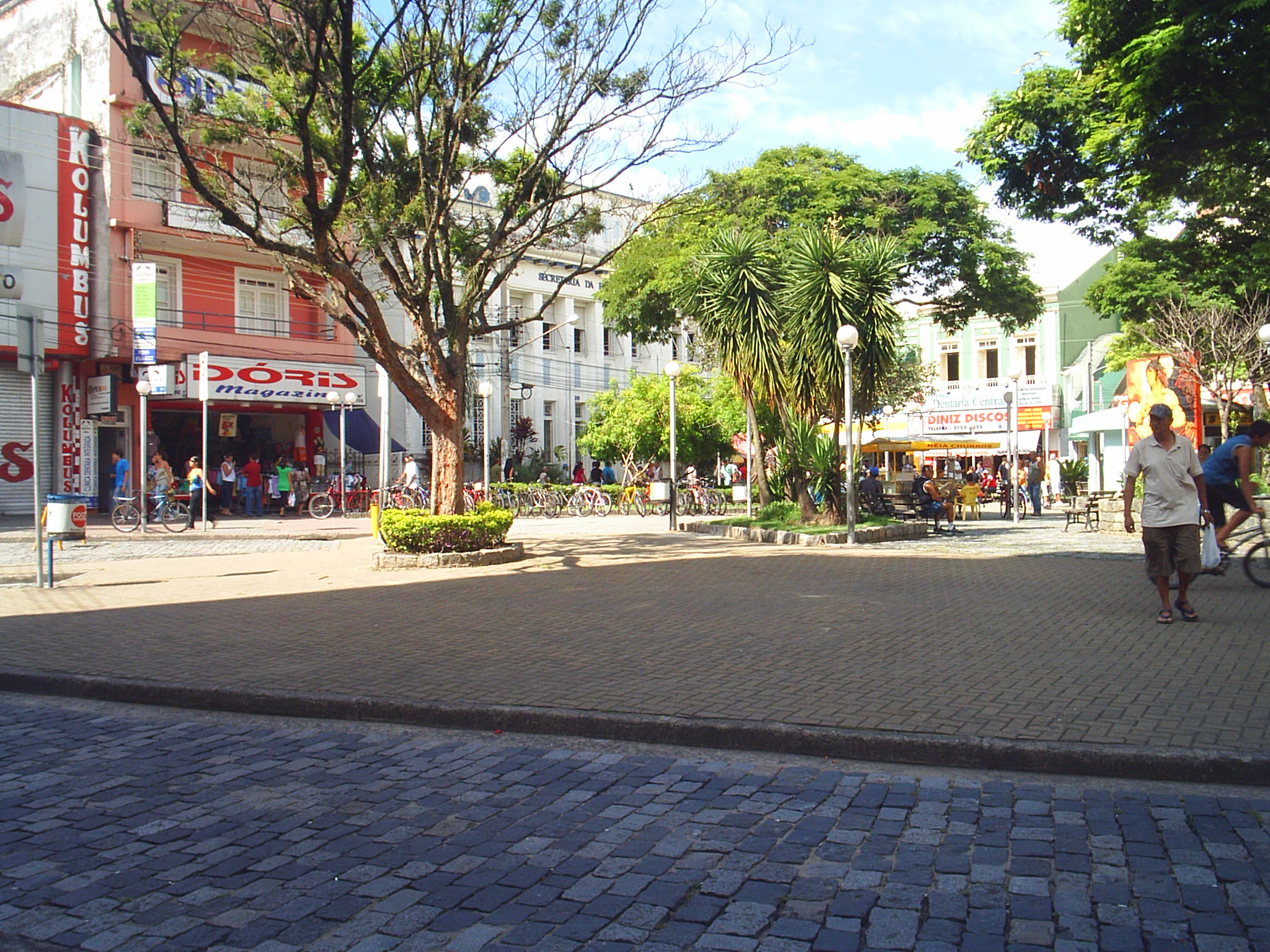
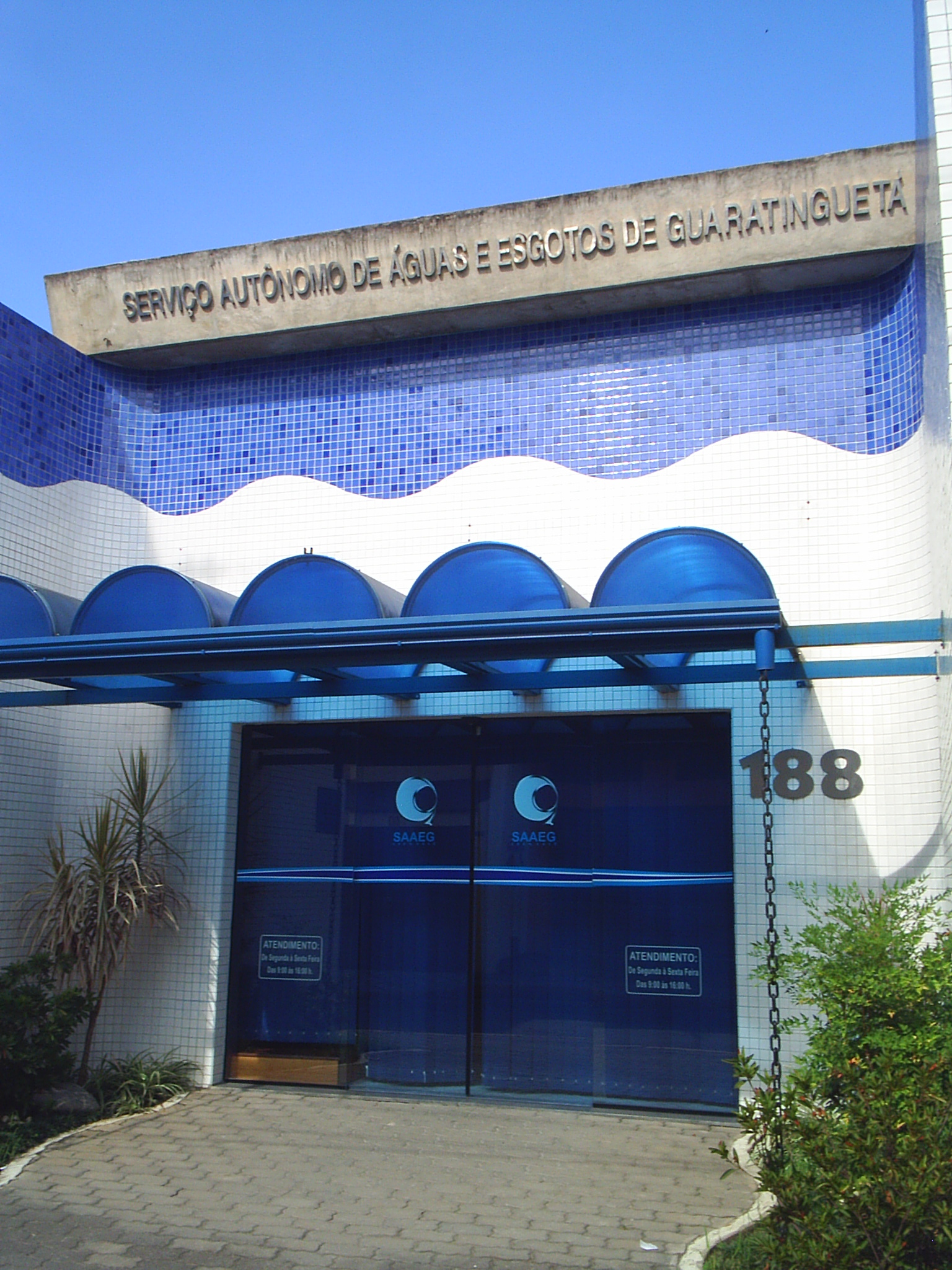
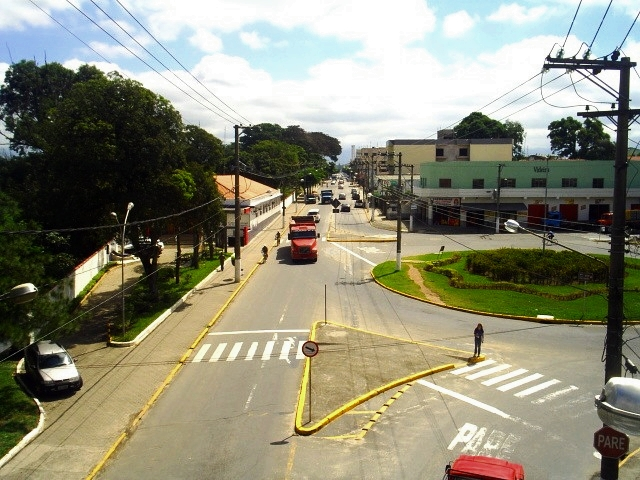
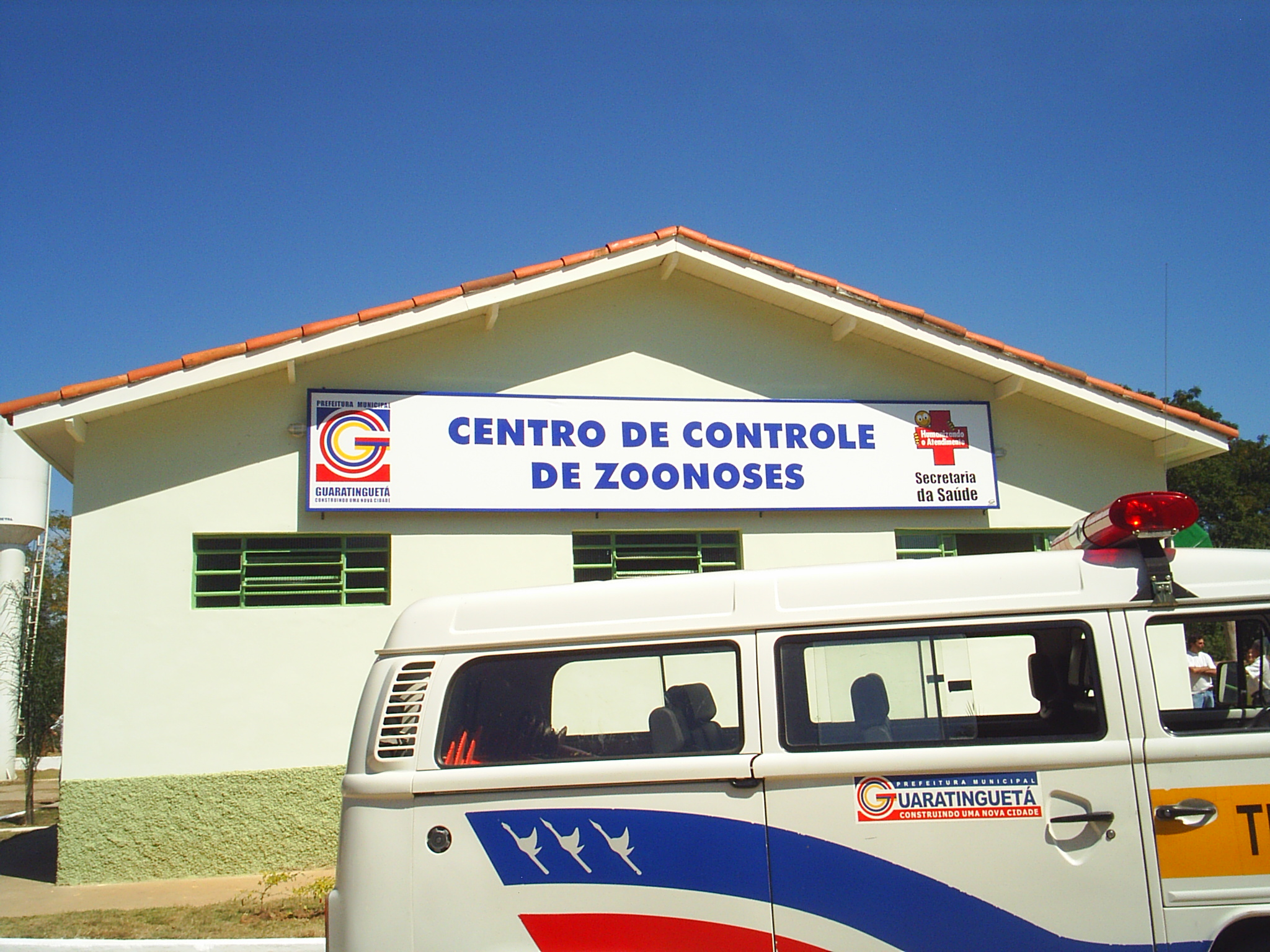
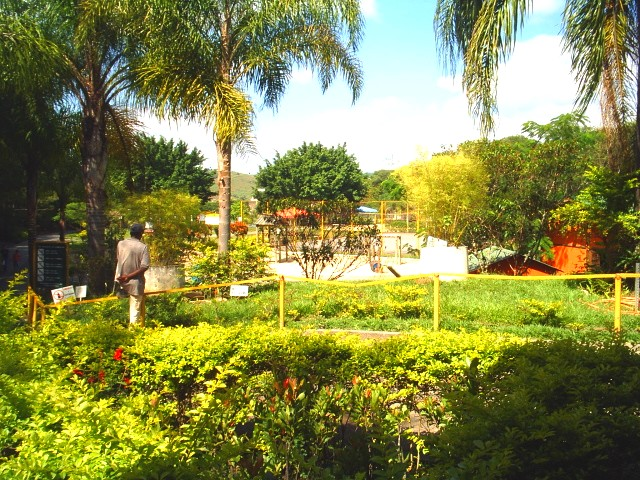
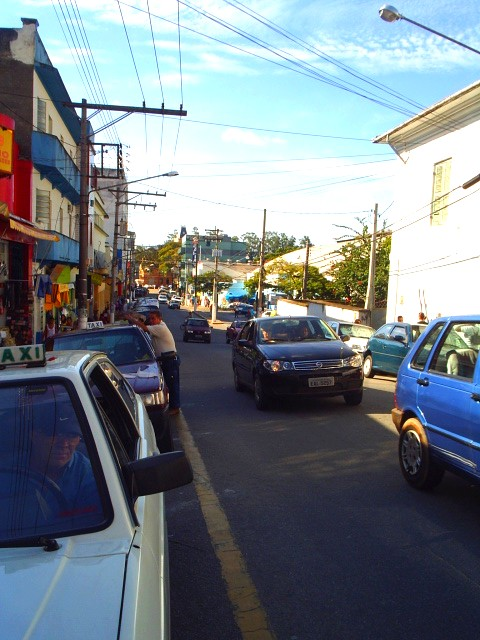
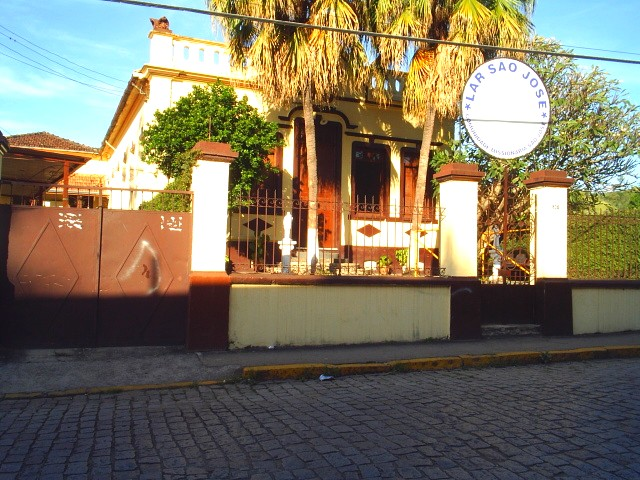
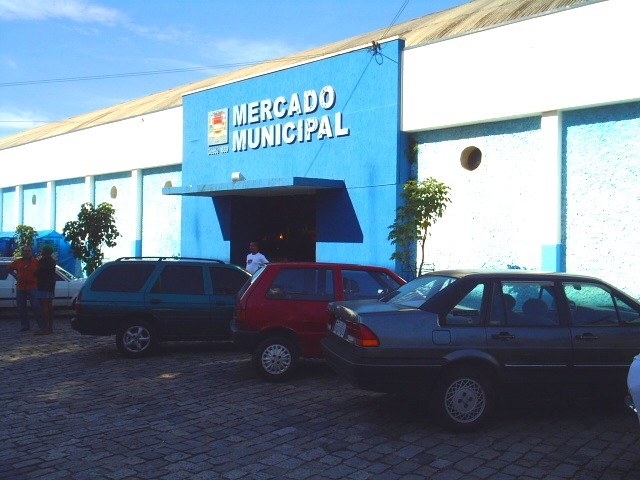